# NK Croatia Lički Osik
NK Croatia je nogometni klub iz Ličkog Osika. U sezoni 2021./22. se natječe u ŽNL Ličko-senjska.